# Električne mreže
Električna mreža je skup povezanih električnih dijelova koji služe za prijenos električne energije (elektroenergetski sustav) od izvora (elektrane) do transformatorskih stanica na rubovima velikih područja potrošnje (prijenosna mreža) te za razdiobu (distribuciju) električne energije do krajnjih potrošača na tom području (razdjelna mreža). Takvu energetsku električnu mrežu čine električni energetski vodovi kojima se električna energija prenosi na daljinu te rasklopna i transformatorska električna postrojenja (učinski prekidači, učinski transformatori, sabirnice). U dijelove mreže ubrajaju se i sklopni aparati, naprave za upravljanje radom mreže u normalnom pogonu, električni instrumenti i uređaji (mjerni transformatori), uređaji za zaštitu od kvarova.
Razlikuju se električne mreže istosmjerne i izmjenične električne struje. Od početka primjene izmjenične električne struje (krajem 19. stoljeća) gubile su mreže istosmjerne struje na svojoj važnosti, pa se danas upotrebljavaju samo iznimno, na primjer za neke tehnološke procese i za električna vozila. Suvremene električne mreže izmjenične električne struje većinom su trofazne. Na njih se mogu priključiti i jednofazna trošila, no tada električna mreža mora imati i neutralni (povratni) vodič, pa se jednofazno trošilo priključuje između faznog i neutralnog vodiča.
Velike količine električne energije na velike udaljenosti prenose se dalekovodima uz visoki električni napon. Prijenosne električne mreže razvrstavaju se na mreže visokoga napona, vrlo visokoga napona ili najvišega napona. U Hrvatskoj su prijenosne mreže nazivnih električnih napona 110 kV, 220 kV i 400 kV. Osim njih, široku upotrebu u svijetu imaju, među ostalima, i mreže nazivnih električnih napona 132 kV, 275 kV, 330 kV, 345 kV, 500 kV i 765 (750) kV, a u početnoj je fazi i uvođenje napona 1150/1200 kV (Rusija, Japan, SAD). Razdjelne su mreže srednjonaponske (više od 1 kV do 45 kV) i niskonaponske (do 1 kV). U našoj se zemlji u razdjelnim mrežama za javnu elektrifikaciju primjenjuju srednji naponi od 10 kV, 20 kV, 35 kV i niski napon od 220/380 V u mrežama s 4 vodičima (3 fazna i 1 neutralni vodič), gdje je manja vrijednost jednofazni napon, a veća vrijednost nazivni međufazni ili linijski napon (u tijeku je prijelaz na 230/400 V). Za industrijske i slične mreže srednji su naponi 3 kV i 6 kV, a niski 1000 V, 500 V i 400/690 V. U terminologiji elektroprivrednih distribucijskih poduzeća pod mrežom visokog napona razumiju se sve razdjelne mreže nazivnoga napona višeg od 1 kV.
Vodovi električne mreže postavljaju se nad zemljom (nadzemni vodovi) ili pod zemljom ili vodom (kabelski vodovi), pa mreže mogu biti nadzemne, podzemne ili podvodne (kabelske) i mješovite. Prema području koje pokrivaju razlikuju se: mjesne mreže, za elektrifikaciju manjih naselja, obično izvedene kao nadzemne niskonaponske mreže; gradske mreže, obično kao kombinacije niskonaponske i srednjonaponske, a kod većih gradova i visokonaponske mreže, i to najvećim dijelom izvedene kao kabelske; područne mreže (potprijenosne mreže), za razdiobu električne energije na nekom većem području do pojedinih mjesnih ili gradskih mreža i velikih potrošača (industrije), redovito izvedene kao srednjonaponske i visokonaponske nadzemne mreže te zemaljske mreže, izvedene kao prijenosne nadzemne mreže, a pokrivaju cijelo područje države.

## Električni strujni krug
Električni strujni krug, električni krug ili strujni krug  je sklop izvora električne energije, električnog vodiča, trošila i ostalih dijelova koji su međusobno spojeni i kroz koje teče električna struja bez grananja. Izvori električne energije u električnom strujnom krugu su takozvani aktivni elementi strujnoga kruga, a ostali su elementi pasivni.
U općenitijem značenju električni strujni krug svaka je petlja unutar električne mreže ili modela mreže. Pojam električnoga strujnoga kruga koristi se u elektronici i u teoriji električnih mreža. Temelji se na Ohmovu zakonu i Kirchhoffovim pravilima grananja. Protjecanje električne struje električnim strujnim krugom uvijek je praćeno pojavom magnetskoga i električnoga polja oko vodiča. Elektromagnetska energija u električnom strujnom krugu, a katkad i u okolnome prostoru, pretvara se u toplinu. Koliko će se topline stvoriti u nekome vodiču ovisi o njegovu električnomu otporu, koji utječe na jakost električne struje u krugu.
U električnom strujnom krugu kojim teče vremenski promjenljiva električna struja, na primjer izmjenična, utjecaj se magnetskoga i električnoga polja na vrijednosti električnoga napona i struje izražava induktivnošću i električnim kapacitetom, koji su parametri električnoga strujnoga kruga.
Električni strujni krug prikazuje se s pomoću električne sheme.
Mreža koja se sastoji od elektroničkih komponenti zove se elektronički sklop. Takve mreže su obično nelinearne pa se analiziraju naprednijim postupcima kao što je računalna simulacija.

### Ohmov zakon
Ohmov zakon (nazvan po njemačkom fizičaru Georgu Simonu Ohmu) je zakon prema kojemu je jakost električne struje I u električnom vodiču, pri konstantnoj temperaturi, određena kao omjer električnoga napona U koji električnu struju prouzročuje i električnoga otpora R:
{\displaystyle I={\frac {U}{R}}}
I ostali oblici tog oblika zakona također se nazivaju po Ohmu: 
{\displaystyle U=I\cdot R}
{\displaystyle R={\frac {U}{I}}}
{\displaystyle I=U\cdot G}
gdje je:
- I - jakost električne struje kroz strujni krug u amperima (A);
- U - električni napon izvora u voltima (V);
- R - ukupan električni otpor strujnog kruga (otpor trošila + otpor električnih vodova + unutarnji otpor izvora struje) u omima (Ω). Om se može napisati i kao volt/amper (V/A).
- G - električna vodljivost, pa i neki izvedeni oblici, na primjer za vodiče pri različitim temperaturama.

Ohmov zakon je jedan od temeljnih zakona elektrotehnike. Ohmov zakon vrijedi za metale i vodljive otopine. Takvi se vodiči zovu omski vodiči. Za neke materijale Ohmov zakon ne vrijedi a takvi se vodiči zovu neomski.

## Poveznice
- Električni induktivitet
- Električni kapacitet
- Električni otpor
- Kirchhoffovi zakoni o struji i naponu
- Titrajni krug